# Евреинът от Малта
„Малтийският евреин“ (на английски: The Jew of Malta) е пиеса на английския драматург Кристофър Марлоу, веорятно написана през 1589 или 1590 година.
В центъра на сюжета е евреинът Варава от остров Малта, въвлечен в религиозни конфликти, интриги и отмъщения на фона на съперничеството между Испания и Османската империя за надмощие в Средиземноморието.
Образът на Варава, изграден от Марлоу, се превъплъщава в последващите литературни герои – Шейлок на Уилям Шекспир; евреина-лихвар в „Айвънхоу“ на Уолтър Скот и Соломон от „Скъперникът рицар“ на Пушкин.